# Projects in the Jungle
| Оценки критиков | Оценки критиков |
| Источник        | Оценка          |
| --------------- | --------------- |
| Allmusic        | [ 1 ]           |

Projects in the Jungle (рус. Планы в джунглях) — второй альбом группы Pantera, выпущенный в стиле хеви-метал/глэм-метал на лейбле Metal Magic. Выпущен 27 июля 1984 года.

## Об альбоме
После успеха первого альбома Metal Magic, выпущенного годом раньше, команда во главе с Терри Глэйзом выпускает второй альбом, который оказался значительно выше в плане музыки и техники игры. Спродюсирован Джерри Эбботтом, как и предыдущий. Альбом становится тяжелее по своему звучанию, в отличие от предшественника.

## Список композиций
| №  | Название                 | Длительность |
| -- | ------------------------ | ------------ |
| 1. | «All Over Tonight»       | 3:36         |
| 2. | «Out for Blood»          | 3:09         |
| 3. | «Blue Light Turnin' Red» | 1:38         |
| 4. | «Like Fire»              | 4:01         |
| 5. | «In Over My Head»        | 3:58         |

| №   | Название                 | Длительность |
| --- | ------------------------ | ------------ |
| 6.  | «Projects in the Jungle» | 3:05         |
| 7.  | «Heavy Metal Rules!»     | 4:18         |
| 8.  | «Only a Heartbeat Away»  | 4:01         |
| 9.  | «Killers»                | 3:30         |
| 10. | «Takin' My Life»         | 4:31         |

## Участники записи
- Терри Глэйз — вокал
- Даймбэг Даррелл (под именем Даймонд Даррелл) — гитара
- Рекс Браун (под именем Рекс Рокер) — бас
- Винни Пол (под именем Винс Эбботт) — барабаны